# Rudolph Réti
Rudolph Reti (serbio: Рудолф Рети, Rudolf Reti) (Užice, 27 de noviembre de 1885 - Montclair (Nueva Jersey), 7 de febrero de 1957), fue un analista musical, compositor y pianista. Era hermano mayor del gran maestro del ajedrez Richard Reti (pero, a diferencia de su hermano,  no escribió su apellido con acento agudo sobre la "e").

## Biografía
Reti nació en Užice en el Reino de Serbia y estudió teoría musical, musicología y piano en Viena. Entre sus maestros figura el pianista Eduard Steuermann, campeón de Schoenberg y un defensor de la música moderna. Reti estuvo en contacto con Schoenberg en el momento de las primeras obras atonales de ese compositor, y en 1911 dio la primera interpretación de su Drei Klavierstücke Op.11.
Los composiciones de Reti no han permanecido en el repertorio, pero fue un compositor activo y recibió una serie de actuaciones de alto perfil. Al final de la primera edición del Festival Internacional de Música Moderna de Salzburgo, en 1922, sus "Seis canciones se interpretaron junto al Segundo Cuarteto de Schoenberg, tres años más tarde, en el 3.er Festival ISCM en Praga, su Concertino para piano y orquesta compartió un programme con la mitad de tiempo de Martinu y A Sinfonía Pastoral de Vaughan Williams". En 1938, su "David y Goliat" suite fue interpretado por Van Beinum y la Orquesta Concertgebouw de Ámsterdam. En 1948, Jean Sahlmark fue solista para el primer Concierto para piano de su marido. La producción de Reti también incluyó varios volúmenes de piezas para piano y canciones, una ópera (Iván y el tambor), así como música sinfónica y coral.
Entre 1930 y 1938 Reti fue crítico musical para el diario austriaco Das Echo. Junto con el compositor y musicólogo Egon Wellesz participó en el establecimiento del Festival Internacional de Música Moderna, y fundó la Sociedad Internacional de Música Contemporánea en 1922. En 1939 Reti emigró a los Estados Unidos de América y más tarde se convirtió en ciudadano estadounidense. Se convirtió en miembro de la Sociedad Americana de Musicología, y llegó a tener una beca en Yale. En 1943 se casó con la pianista, profesora, musicólogo y editora Jean Sahlmark, quien le ayudó a preparar la publicación de sus dos libros póstumos. Murió en Montclair, Nueva Jersey.
Reti es recordado hoy por su método particular de análisis musical, que, según él, reveló el "proceso de temática" en la música. Su enfoque no se refería a sí mismo, sin embargo, con su seguimiento de la temáticas evidente y el desarrollo motívico que aparecen en la "superficie" musical, sino prefirió demostrar la forma en que la superficie de variedad temática se basa en una unidad menos evidente. Por Reti,
"Los diferentes movimientos de una sinfonía clásica se construyen a partir de un pensamiento idéntico [TPM, p.13]"
y el compositor "Busca la homogeneidad en la esencia interior, pero al mismo tiempo busca la variedad en la apariencia externa. Por lo tanto, cambia la superficie, pero mantiene la esencia de sus formas [TPM, p.13]"
Forma de mostrar «sustancia mantenido 'de Reti lo general implican la construcción de un ejemplo de música que yuxtapone una serie de temas contrastantes, la' homogeneidad en la esencia interior" fue representado por las notas impresas en tamaño completo, la "variedad en la apariencia externa" sería ser relegado a pequeñas tipo. Al centrarse en las características comunes y las similitudes ocultas en forma y el contorno, la importancia tonal o armónica de las diversas notas de «significativas» en los temas por lo general se ignora. Así también haría ritmo-con el resultado de que el método de Reti se centra en "células de tono 'relativamente abstractos en lugar de rítmicamente definidos' motivos '. Además de admitir las relaciones inversional y retrógrada entre las células, Reti también introdujo el proceso de "interversion ', en el que las notas de una célula se reordenan.
Procedimiento analítico de Reti se entiende mejor al mismo tiempo para el trabajo de otros analistas alemanes contemporáneos de la época, como Schenker y Schoenberg. Como Schenker, y Schoenberg, el análisis de obras musicales de Reti fue principalmente motivic, trazando la evolución de una obra musical desde un núcleo melódico. La preocupación por los tres teóricos antes mencionados tenían al procedimiento deriva de una creencia metafísica de que las obras de los "grandes maestros" (como se ejemplifica en la Primera Escuela de Viena) se unificaron temáticamente a menudo, de una sola idea. La base metafísica de esta idea fue el hecho de que dicha unidad, se pensaba que era una metáfora de la unidad de la creación de Dios. Por lo tanto en el análisis de Reti se explora el "proceso de temática", en Schenker el análisis toma la forma de un procedimiento reduccionista, y en Schoenberg se afirma la unidad de una obra musical a partir de una "Grundgestalt" (forma básica).
El método de Reti ha sido criticado por la música teórico Nicholas Cook, quien considera Reti por haber sido demasiado preocupado por demostrar la validez de su método, a expensas de la producción de análisis convincentes de trabajos individuales.
Cualquiera que sea la opinión de uno, es evidente que el análisis de Reti debe ser entendida en el contexto de principios de la musicología del siglo XX.